# Надіїв
На́діїв — село Долинської громади Калуського району Івано-Франківської області України.

## Мікротопоніміка
Село поділяється на «кутки»: Осередок (центральний), На горі, Могилівка, Лиса гора, Заверб'я, Голиня, Сівка. До 1940 року до західного кутка Могилівка прилягав німецький присілок Гофнунґзау (нім. Hoffnungsau — джерело надії), перейменований польською владою 18 лютого 1939 року на Подлясє (пол. Podlasie).

## Історія
Перша письмова згадка про село має місце у грамоті короля Ягайла (Владислава ІІ) від жовтня 1399 року.
У податковому реєстрі 1515 року в селі документується піп (отже, уже тоді була церква) і 7 1/2 ланів (близько 187 га) оброблюваної землі.
За даними частини дослідників, Церква святого Юра, яка зараз перебуває в музеї «Дрогобиччина» (м. Дрогобич), була перевезена з села Надієва.
На 1.01.1939 в селі проживало 1790 мешканців (1670 українців-грекокатоликів, 20 поляків, 50 українців-римокатоликів, 20 євреїв і 30 німців) та у присілку Гофнунґзау — 170 мешканців (10 українців-грекокатоликів і 160 німців). Німецька колонія була перейменована 18.03.1939 польською владою на «Подлясє» та ліквідована радянською владою у січні 1940 року. Її мешканців було депортовано до Німеччини згідно із сумнозвісною угодою Молотова — Ріббентропа і розселено у Вартегау. Надалі в село переселено українців з бойківського села Смерек (Закерзоння).

## Населення

### Мова
Розподіл населення за рідною мовою за даними перепису 2001 року:
| Мова       | Кількість | Відсоток |
| ---------- | --------- | -------- |
| українська | 1353      | 99.93%   |
| російська  | 1         | 0.07%    |
| Усього     | 1354      | 100%     |

## Пам'ятки
- У селі діє православна церква св. Миколая (1863 р.)[8].
- У селі знаходиться один із перших пам'ятників Тараса Шевченка.[9] У 2013 р. громада урочисто святкувала 100 річчя пам'ятника Т. Шевченка за участі Митрополита Івано-Франківського і Галицького Іосафа. Співав хор Львівського ставропігійного Братства св. ап. Андрія Первозваного УАПЦ «Ставрос».
- Неподалік від села знаходиться заповідне урочище Надіїв.

## Відомі люди
Уродженці
- Микола Роїв «Рубан» (1922 р.) — стрілець сотні «Юрка» («Грозного»), охоронець пропагандиста сотні «Богдана»[10].

Мешканці
- Ярослав Федоришин (нар. 25 червня 1955) — український театральний діяч, режисер, актор, Заслужений діяч мистецтв України, засновник та художній керівник Львівського академічного духовного театру «Воскресіння», директор Міжнародного театрального фестивалю «Золотий Лев».
- Теліжин Степан Степанович (* 1945) — український художник.

## Фото

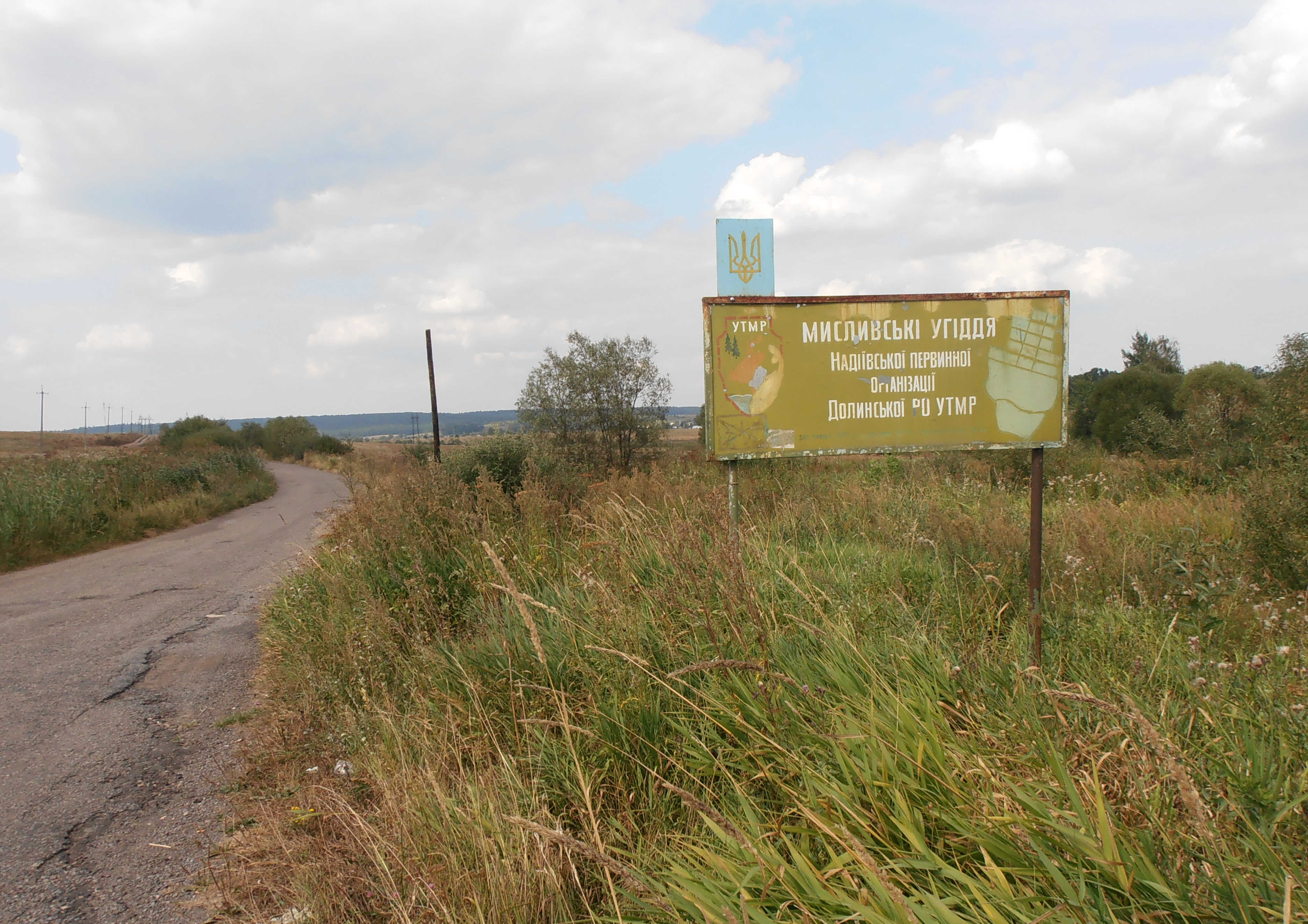
Мисливські угіддя
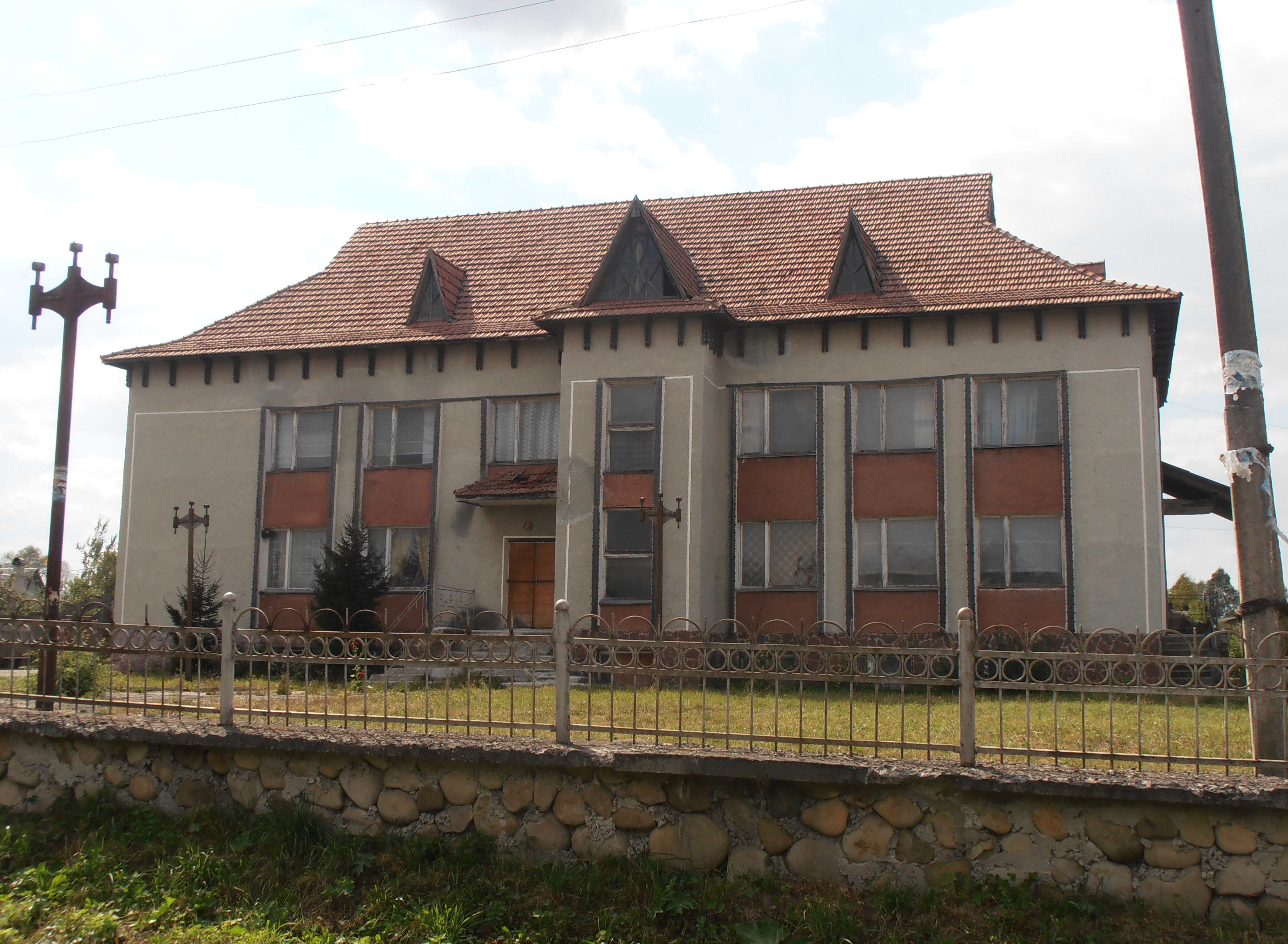
Символ минулого